# Daniella Jeflea
Daniella Jeflea (* 12. Januar 1987 als Daniella Dominikovic in Sydney) ist eine ehemalige australische Tennisspielerin jugoslawischer Abstammung. Ihre ältere Schwester Evie Dominikovic war ebenfalls Tennisprofi.

## Karriere
Daniella Jeflea, die laut ITF-Profil Hartplätze bevorzugte, stand im Doppel sechsmal im Hauptfeld der Australian Open, schied aber jeweils in der ersten Runde aus.
Sie gewann in ihrer Karriere einen WTA-Titel im Doppel sowie einen Einzel- und zehn Doppeltitel auf ITF-Turnieren.
Im Juni 2012 spielte sie beim Rasenturnier in Rosmalen ihr letztes Match auf der Damentour.